# Sabrina Ferilli
Sabrina Ferilli (Roma, 28 de junio de 1964) es una modelo, dobladora y actriz italiana de cine, teatro y televisión. Ganadora de cinco Nastro d'argento (de las cuales una especial en 2016 por compromiso civil con su interpretación en Io e Lei), un Globo d'oro, cuatro Ciak d'oro y muchos otros premios y reconocimientos, recibió cuatro nominaciones por David di Donatello.
En 2013, está en el cast de la película ganadora del Oscar La gran belleza dirigida por Paolo Sorrentino.

## Filmografía

### Cine
- Portami la luna, regia di Carlo Cotti (1986)
- Caramelle da uno sconosciuto, regia di Franco Ferrini (1987)
- I picari, regia di Mario Monicelli (1988)
- Il frullo del passero, regia di Gianfranco Mingozzi (1988)
- Il volpone, regia di Maurizio Ponzi (1988)
- Rimini Rimini - Un anno dopo, regia di Bruno Corbucci (1988)
- Night Club, regia di Sergio Corbucci (1989)
- Americano rosso, regia di Alessandro D'Alatri (1991)
- La strada di Ball, regia di Marco Colli (1991)
- Piccoli omicidi senza parole, regia di Josè Quaglio (1991)
- Donne sottotetto, regia di Roberto Giannarelli (1992)
- Vietato ai minori, regia di Maurizio Ponzi (1992)
- Naufraghi sotto costa, regia di Marco Colli (1992)
- Diario di un vizio, regia di Marco Ferreri (1993)
- Donne in un giorno di festa, regia di Salvatore Maira (1993)
- Il giudice ragazzino, regia di Alessandro Di Robilant (1994)
- Anche i commercialisti hanno un'anima, regia di Maurizio Ponzi (1994)
- La bella vita, regia di Paolo Virzì (1994)
- Vite strozzate, regia di Ricky Tognazzi (1996)
- Ferie d'agosto, regia di Paolo Virzì (1996)
- Ritorno a casa Gori, regia di Alessandro Benvenuti (1996)
- Arance amare, regia di Michel Such (1997)
- Tu ridi, regia di Paolo e Vittorio Taviani (1998)
- Il signor Quindicipalle, regia di Francesco Nuti (1998)
- I fobici, regia di Giancarlo Scarchilli (1999)
- Le giraffe, regia di Claudio Bonivento (2000)
- A ruota libera, regia di Vincenzo Salemme (2000)
- L'acqua... il fuoco, regia di Luciano Emmer (2003)
- Christmas in love, regia di Neri Parenti (2004)
- Eccezzziunale veramente - Capitolo secondo... me, regia di Carlo Vanzina (2006)
- Natale a New York, regia di Neri Parenti (2006)
- Tutta la vita davanti, regia di Paolo Virzì (2008)
- I mostri oggi, regia di Enrico Oldoini (2009)
- Natale a Beverly Hills, regia di Neri Parenti (2009)
- Vacanze di Natale a Cortina, regia di Neri Parenti (2011)
- La grande bellezza, regia di Paolo Sorrentino (2013)
- Io e lei, regia di Maria Sole Tognazzi (2015)
- Forever Young, regia di Fausto Brizzi (2016)
- Omicidio all'italiana, regia di Maccio Capatonda (2017)
- The Place, regia di Paolo Genovese (2017)

### Televisión
- Naso di cane - Miniserie TV (1986)
- I ragazzi della 3ª C, en el episodio "A Carnevale ogni scherzo vale"[1] (1987)
- La casa dell'orco (1988) - Film TV
- Valentina[2] - Serie TV (1989)
- Stelle in fiamme - Serie TV (1989)
- L'isola dei misteri (1990) - Film TV
- Una storia italiana (1992) - Film TV
- Un commissario a Roma, en el episodio "Specchio d'acqua"[3] (1993)
- Inka Connection (1995) - Film TV
- Die Falle[4] (1995) - Film TV
- Il padre di mia figlia (1997) - Film TV
- Leo e Beo - Miniserie TV (1998)
- Commesse - Miniserie TV (1999)
- Le ali della vita - Film TV (2000)
- Come l'America (2001) - Film TV
- Le ali della vita 2 - Film TV (2001)
- Cuore di donna (2002) - Film TV
- Commesse 2 - Miniserie TV (2002)
- Rivoglio i miei figli - Miniserie TV (2004)
- Al di là delle frontiere - Miniserie TV (2004)
- La terra del ritorno - Miniserie TV (2004)
- Dalida - Miniserie TV (2005)
- Angela (2005) - Film TV
- Matilde (2005) - Film TV
- Lucia (2005) - Film TV
- La provinciale (2006) - Film TV
- Due imbroglioni e... mezzo! (2007) - Film TV
- Anna e i cinque - Miniserie TV (2008)
- Caldo criminale  - Film TV (2010)
- Due imbroglioni e... mezzo! - Miniserie TV (2010)
- Anna e i cinque 2 - Miniserie TV (2011)
- Né con te né senza di te - Miniserie TV (2012)
- Baciamo le mani - Palermo New York 1958, regia di Eros Puglielli (2013)
- Rimbocchiamoci le maniche, regia di Stefano Reali (2016)

### Voz
- Cars - Motori ruggenti (2006)
- Cars 2 (2011)
- Ati alla scoperta di Veio (2014)
- Ballerina, regia di Eric Summer e Éric Warin (2016)
- Cars 3 (2017)